# Пті-Невіс
Пті-Невіс (англ. Petite Nevis ісп. Pequeña Nieves) — крихітний, приватний острів у складі архіпелагу Гренадини. Належить державі Сент-Вінсент і Гренадини. Знаходиться біля острова Бекія. Острів безлюдний, використовувався китобоями щоб свіжувати свій улов. Китобійну станцію було створено у 1886 році. У 1993 році припинила існування, були спіймані та оброблені два останні кити.
Першим поселенця острова Бекія було дозволене полювання на китів, щоб допомогти їм забезпечити потреби їх ізольованій громаді. Полювали на маленьких човнах, використовуючи ручний гарпун.
Клімат близький до ідеального, охолоджується пасатів протягом більшої частини року, температура коливається від 25 °C до 33 °C. Дощовий сезон з січня по квітень.